# Invasion of Privacy
Invasion of Privacy è il primo album in studio della rapper statunitense Cardi B, pubblicato il 6 aprile 2018 dalla Atlantic.
L'LP, il giorno stesso della sua uscita, ha ricevuto il disco d'oro dalla RIAA per aver raggiunto 500 000 unità vendute in territorio statunitense. Costituito da tracce tutte certificate almeno platino dallo stesso ente, ha trionfato ai Grammy Awards 2019 come miglior album rap, rendendo Cardi B la prima donna solista a vincere in questa categoria.

## Descrizione
Il genere musicale primario è l'hip hop, ma l'album è anche influenzato dalla trap, dalla musica latina e dall'R&B. I temi trattati nei testi sono la fama, il successo, la ricchezza, il sesso, il femminismo e il passato di Cardi B.
L'album è stato registrato dal 2017 fino ad inizio 2018. Comprende produzioni di 30 Roc, Allen Ritter, Andrew Watt, Ayo, Benny Blanco, Boi-1da, Cassius Jay, Cheeze Beatz, Craig Kallman, Cubeatz, Mustard, DJ Official, DJ SwanQo, Frank Dukes, Invincible, J. White, Keyz, Klenard Raphael, Murda Beatz, Matt Allen, Needlz, Philip "Nes" Coleman, Nonstop Da Hitman, Scribz Riley, Tainy, Vinylz e altri.
La prima traccia dell'album è Get Up 10, che parla dell'ascesa della rapper al successo. La traccia è seguita dalla canzone trap Drip, in collaborazione con i Migos, che parla di gioielli e ricchezza. Il tema della terza traccia, Bickenhead, è il femminismo e il titolo si riferisce alle donne che lavorano duro per soldi. Segue il singolo trap e hip hop di successo Bodak Yellow, dove la rapper si confronta con i suoi nemici e si riferisce al suo passato, dove lavorava come stripper prima di ottenere la fama. Nella quarta traccia, Be Careful, Cardi B usa un hook cantato dolcemente su un ritmo rilassato. Questo singolo parla dell'infedeltà dove la protagonista avverte il suo partner che la tradisce e gli chiede di trattarla meglio. Durante un'intervista, la rapper disse di aver tratto ispirazione da relazioni passate e negando che fosse diretta all'attuale marito, Offset. La sesta traccia, Best Life, che presenta la collaborazione con Chance the Rapper, riguarda il potere di Dio e il pensare positivo. È seguita da I Like It, una canzone bilingue latin trap realizzata con il cantante colombiano J Balvin e il rapper portoricano Bad Bunny. L'album prosegue con due canzoni R&B mid-tempo: Ring, con Kehlani, e Thru Your Phone, che esprimono liricamente la vulnerabilità di Cardi B. Seguono tre tracce hip hop e trap: Money Bag, Bartier Cardi (in collaborazione con 21 Savage) e She Bad (con YG). Nella seconda, Cardi B rappa sulla sua attrazione dai diamanti, dalle macchine sportive e dal sesso, mentre 21 Savage rappa su un tema simile da una prospettiva maschile. L'album termina con I Do, una canzone hip hop, con la presenza di SZA, che parla di una protagonista che fa tutto quello che le piace ed esprime indipendenza.

## Titolo e copertina
Parlando del titolo dell'album, la rapper ha spiegato: "Mentre lavoravo al mio album negli ultimi due mesi, la mia privacy è stata invasa nel peggior modo possibile. Sento di dare molto alle persone e le persone vogliono ancora di più. Quando ero incinta, c'erano persone che mi tormentavano, mi perseguitavano. Se non si trattava di me, si trattava di mio marito".
La copertina è una foto della rapper che indossa un vestito con la combinazione dei colori bianco e nero seduta su un trono, con la lingua all'infuori e con una parrucca corta e di colore biondo acceso. Ha affermato in seguito che non era programmato il fatto che quel servizio fotografico avrebbe dato vita alla cover dell'album. Sono state notate diverse influenze della rapper nella realizzazione della copertina. La parrucca è stata associata a quella di Missy Elliott nel video musicale di Sock It 2 Me e a quella di Lil' Kim nel video di Crush on You. Il makeup della rapper ricorda quello di Lady Gaga nel video di Telephone, così come il suo outfit.

## Promozione

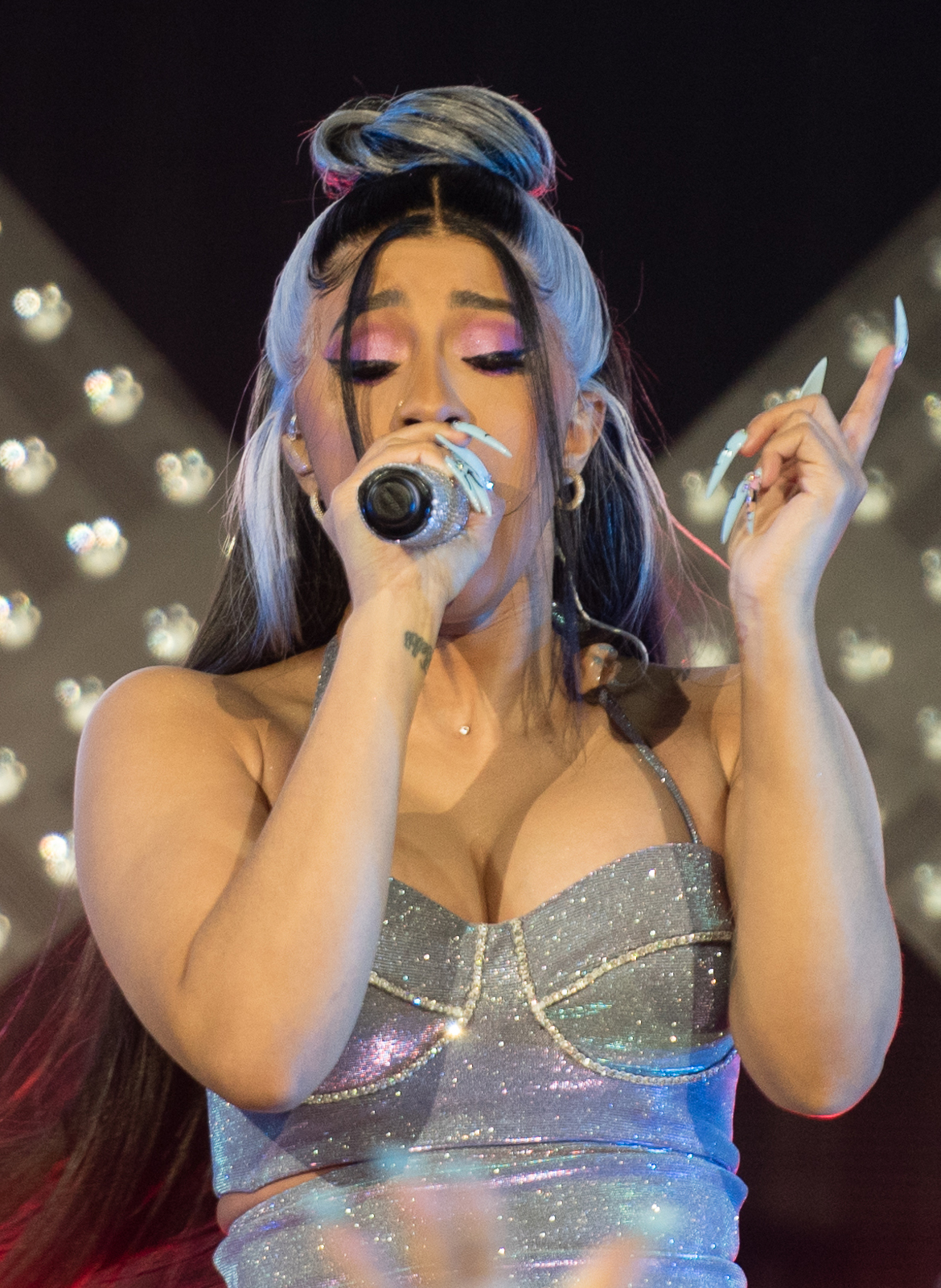
Cardi B mentre si esibisce dal vivo all'Openair Frauenfeld, 11 luglio 2019

L'11 marzo 2018, accettando il suo premio come miglior nuova artista agli iHeartRadio Music Awards, Cardi B ha rivelato che il suo album sarebbe uscito nell'aprile 2018. Il titolo dell'album è stato annunciato insieme alla sua copertina il 26 marzo 2018, attraverso i social media.
Il 7 aprile 2018, Cardi B ha eseguito i primi tre singoli estratti dall'album al Saturday Night Live, mentre il 9 aprile ha co-condotto il Tonight Show, diventando la prima persona ad eseguire ciò nella storia dello show. Si è esibita al Coachella Valley Music and Arts Festival il 15 aprile e il 20 aprile. Si è ulteriormente esibita al Broccoli a City Festival 2018 il 28 aprile. Aveva programmato di esibirsi al Wireless Festibal a luglio 2018, ma la performance è stata cancellata a causa della sua gravidanza. Un tour estivo in supporto dell'album sarebbe dovuto durare dal 4 maggio al 29 luglio in America, Norvegia e Irlanda ma è stato annullato, insieme a tutte le esibizioni programmate fino al mese di settembre. Inoltre sarebbe dovuta essere l'artista d'apertura del 24K Magic World Tour di Bruno Mars in settembre e ottobre ma ha rinunciato, poiché aveva da poco partorito la sua bambina.
Nel luglio 2019 è stata impegnata con la sua prima tournée nelle arene statunitensi, costituita da sei date.

### Singoli
Il singolo apripista dell'album, Bodak Yellow è stato pubblicato il 16 giugno 2017.
Il secondo singolo, Bartier Cardi, realizzato con la partecipazione di 21 Savage, è uscito il 22 dicembre 2017. Il terzo, Be Careful, è stato messo in commercio il 30 marzo 2018.
Drip è stato reso disponibile il 4 aprile 2018 come singolo promozionale. Il 25 maggio successivo è stato presentato il quarto singolo, I Like It, che ha conquistato la vetta della Billboard Hot 100.
Il 20 agosto 2018 è stato presentato il videoclip di Ring con la partecipazione di Kehlani e il 28 dello stesso mese è entrato in rotazione radiofonica negli Stati Uniti.

## Accoglienza
| Recensione           | Giudizio |
| -------------------- | -------- |
| AllMusic             |          |
| Consequence          | B+       |
| Entertainment Weekly | B+       |
| Exclaim!             |          |
| NME                  |          |
| Pitchfork            |          |
| PopMatters           |          |
| Rolling Stone        |          |
| Slant Magazine       |          |
| The A.V. Club        | B        |
| The Guardian         |          |
| The Independent      |          |
| The Line of Best Fit |          |
| Under the Radar      |          |

Invasion of Privacy ha ottenuto recensioni prevalentemente positive da parte dei critici musicali. Su Metacritic, sito che assegna un punteggio normalizzato su 100 in base a critiche selezionate, l'album ha ottenuto un punteggio medio di 84 su ventiquattro recensioni, equivalente ad «acclamazione universale». Discorso analogo anche attraverso il portale AnyDecentMusic?, dove il disco ha una votazione media di 8,1 su 10 basandosi sulle valutazioni della critica.
Ben Beaumont-Thomas del Guardian ha assegnato all'album 4 stelle su 5, e lo ha definito «un magnifico debutto che fonde vulnerabilità, voracità sessuale, paranoia e musica da festa». Eleanor Halls di GQ ha aggiunto che «Invasion of Privacy dimostra che Bodak Yellow era tutt'altro che uno stupore estivo». Rob Sheffield di Rolling Stone ha descritto l'album come «generosamente emotivo, intimamente personale, selvaggiamente divertente».
Chris Richards del Washington Post ha commentato: «Sembra che stia raccontando una lunga storia qui - sull'auto-potenziamento, sul battere le probabilità, sulla trascendenza - ma la forza della narrazione di Cardi risiede nel suono della sua voce tanto quanto nelle sue parole. Puoi sentirlo durante il gran finale dell'album, I Do, quando lei chiede se i suoi piccoli 15 minuti sono durati a lungo da morire. Questo è un discorso di vittoria. Chiudi gli occhi e potresti sentire cadere anche i coriandoli sulle tue spalle». Jon Caramanica del New York Times ha lodato la versatilità della rapper.
La giornalista Clover Hope, in un estratto del suo libro The Motherlode: 100+ Women Who Made Hip-Hop (2020), sostiene che Cardi B «abbia moltiplicato la ricchezza del talento» e «abbia fatto rinascere» l'idea per cui «le donne possono, col proprio controllo, dominare il rap contemporaneamente», dopo anni di dibattito sulla mancanza di figure femminili sulla scena hip hop. La National Academy of Recording Arts and Sciences, in un articolo del marzo 2022, ha inoltre accreditato il successo commerciale di Cardi B come «l'inaugurazione della nuova era di dominazione mainstream e redditività per le rapper donne».

## Tracce
1. Get Up 10 – 3:51 (Belcalis Almanzar, James Steed, Klenord Raphael, Matthew Allen, Maurice Jordan, Jermain Anthony Preyan, Anthony Joseph Tucker, Joseph Tucker, Robert Williams)
2. Drip (feat. Migos) – 4:23 (Belcalis Almanzar, Quavious Marshall, Kiari Cephus, Kirshnik Ball, Joshua Cross, Gary Evan Fountaine)
3. Bickenhead – 3:01 (Belcalis Almanzar, Austin "Ayo" Owens, James "ItsKeyzBaby" Foye III, Philip Coleman, Paul D. Beauregard, Jordan Houston, Dion Norman, Derrick Ordogne, Todd Anthony Shaw)
4. Bodak Yellow – 3:43 (Belcalis Almanzar, Anthony Germaine White, Jordan Thorpe, Dieuson Octave, Laquan Green, Klenord Raphael)
5. Be Careful – 3:30 (Belcalis Almanzar, Jordan Thorpe, Matthew Samuels, Anderson Hernandez, Adam King Feeney, Alan Bergman, Marilyn Bergman, Dennis Coles, Robert F. Diggs, Gary Grice, Marvin Hamlisch, Lamont Jody Hawkins, Lauryn Hill, Jason Hunter, Russell T. Jones, Clifford Smith, Todd Corey Woods)
6. Best Life (feat. Chance the Rapper) – 4:44 (Belcalis Almanzar, Matthew Samuels, Allen Ritter, Chancelor Bennett)
7. I Like It (con Bad Bunny e J Balvin) – 4:13 (Belcalis Almanzar, Benito Antonio Martínez Ocasio, José Álvaro Osorio Balvin, Anthony Germaine White, Marcos E. Masis, Vincent Watson, Edgar Machuca, Luian Malavé, Noah Assad, Xavier Semer Vargas, Edgar Wilmer Semper Vargas, Manny Rodriguez, Tony Pagon, Benny Bonilla)
8. Ring (feat. Kehlani) – 2:57 (Belcalis Almanzar, Kehlani Parrish, Nija Charles, Desmond Dennis, Khari Cain, Mike Orabiyi Riley)
9. Money Bag – 3:49 (Belcalis Almanzar, Anthony Germaine White, Klenord Raphael, Laquan Green)
10. Bartier Cardi (feat. 21 Savage) – 3:44 (Belcalis Almanzar, Samuel Gloade, Darryl McCorkell, Shayaa Abraham-Joseph, Jacquez Lowe)
11. She Bad (con YG) – 3:50 (Belcalis Almanzar, Dijon McFarlene, Leslie Wakefield, Jr., Keenon Jackson)
12. Thru Your Phone – 3:08 (Belcalis Almanzar, Benjamin Levin, Andrew Wotman, Alexandra Tamposi, Justin Tranter)
13. I Do (feat. SZA) – 3:20 (Belcalis Almanzar, Nija Charles, Shane Lindstrom)

Note
- Get Up 10 contiene interpolazioni tratte da Dreams and Nightmares di Meek Mill.
- Bodak Yellow contiene interpolazioni tratte da No Flockin' di Kodak Black.
- Be Careful contiene interpolazioni tratte da Ex-Factor di Lauryn Hill.
- I Like It contiene elementi tratti da I Like It like That di Pete Rodriguez.

## Formazione
Hanno partecipato alle registrazioni, secondo le note di copertina:
Musicisti
- Cardi B – voce
- Migos – voci aggiuntive (traccia 2)
- Chance the Rapper – voce aggiuntiva (traccia 6)
- Bad Bunny – voce (traccia 7)
- J Balvin – voce (traccia 7)
- Juan Chaves – tromba (traccia 7)
- Michael Romero – coro aggiuntivo (traccia 7)
- Holly Seeley – coro aggiuntivo (traccia 7)
- Nick Seeley – coro aggiuntivo (traccia 7)
- Sarah Sellers – coro aggiuntivo (traccia 7)
- Andrew Tinker – coro aggiuntivo (traccia 7)
- Kehlani – voce aggiuntiva (traccia 8)
- Needlz – strumentazione e programmazione (traccia 8)
- Scribz Riley – strumentazione e programmazione (traccia 8)
- 21 Savage – voce aggiuntiva (traccia 10)
- YG – voce (traccia 11)
- Benny Blanco – strumentazione, programmazione e tastiera (traccia 12)
- Andrew Watt – strumentazione, programmazione, chitarra e cori (traccia 12)
- SZA – voce aggiuntiva (traccia 13)

Produzione
- Craig Kallman – produzione esecutiva
- Darrale Jones – produzione esecutiva
- Jonathan "Jonathan Brooklyn Johnny" Descartes – produzione esecutiva
- DJ Swanoo – produzione (traccia 1), registrazione aggiuntiva e editing (traccia 7)
- Matt Allen – produzione (traccia 1)
- Evan Laray – ingegneria del suono, missaggio (tracce 4 e 10), registrazione (traccia 7)
- Leslie Brathwaite – missaggio (tracce 1-3, 5-9 e 13)
- Colin Leonard – mastering
- Nonstop Da Hitman – produzione (traccia 2)
- Cassius Jay – produzione (traccia 2)
- Ayo & Keyz – produzione (traccia 3)
- Philip "Nes" Coleman – produzione (traccia 3)
- J. White Did It – produzione (tracce 4, 7 e 9)
- Laquan Green – co-produzione (tracce 4 e 9)
- Vinylz – produzione (traccia 5)
- Frank Dukes – produzione (traccia 5)
- Boi-1da – produzione (tracce 5 e 6)
- Kuk Harrell – produzione vocale (traccia 5), editing vocale (traccia 7)
- Simone Torres – assistenza alla produzione vocale (traccia 5)
- Allen Ritter – produzione (traccia 6)
- Craig Kallman – produzione e editing vocale (traccia 7)
- Tainy – produzione (traccia 7)
- Invicible – co-produzione (traccia 7)
- Peter Kim – registrazione aggiuntiva e editing (traccia 7)
- Louie Gomez – registrazione aggiuntiva e editing (traccia 7)
- Joel Iglesias – registrazione voce J Balvin (traccia 7)
- Needlz – produzione (traccia 8)
- Scribz Riley – produzione (traccia 8)
- Donnie Meadows – coordinazione produzione (traccia 8)
- Avery Earls – coordinazione produzione (traccia 8)
- Carlyn Calder – coordinazione produzione (traccia 8)
- 30 Roc – produzione (traccia 10)
- Cheeze Beatz – produzione (traccia 10)
- Mustard – produzione (traccia 11)
- DJ Official – produzione (traccia 11)
- Derek "MixedByAli" Ali – missaggio (traccia 11)
- Benny Blanco – produzione (traccia 12)
- Andrew Watt – produzione (traccia 12)
- Louis Bell – produzione vocale aggiuntiva (traccia 12)
- Andrew "Schwifty" Luftman – coordinazione produzione (traccia 12)
- Zvi "Angry Beard Man" Edelman – coordinazione produzione (traccia 12)
- Sarah "Goodie Bag" Shelton – coordinazione produzione (traccia 12)
- Soffia "SofàBon" Yen – coordinazione produzione (traccia 12)
- Mark "Spike" Stent – missaggio (traccia 12)
- Murda Beatz – produzione (traccia 13)

## Successo commerciale
Globalmente Invasion of Privacy è diventato il terzo album con più riproduzioni su Apple Music del 2018 e il primo tra quelli femminili. È stato il decimo a riceverne di più sulla piattaforma streaming nel 2018 in Canada. È anche il quinto più riprodotto di sempre sulla piattaforma e il primo tra quelli femminili. Su Spotify è divenuto il quarto album più riprodotto in assoluto e il primo tra quelli femminili dopo aver superato i 2,8 miliardi di streaming.
A meno di un anno di distanza dall'uscita del disco, Cardi B è risultata la sesta donna più riprodotta di sempre sul servizio musicale della Apple.

### America del Nord
Il 13 aprile 2018 Apple Music ha annunciato che Invasion of Privacy aveva infranto il record per l'album femminile più riprodotto in una settimana con più di 100 milioni di stream, primato in seguito riconosciuto dal Guinness dei primati.
Negli Stati Uniti d'America l'album ha debuttato al primo posto della Billboard 200 con 255 000 unità vendute durante la sua prima settimana, di cui 103 000 digitali. È diventato l'album femminile con più riproduzioni streaming ricevute in una settimana nel territorio con 202,6 milioni e, ai tempi, il secondo album del 2018 con più copie vendute nella prima settimana dopo Man of the Woods di Justin Timberlake. Cardi B è stata la quinta rapper donna ad essere in vetta alla classifica. Nella seconda settimana è sceso alla seconda posizione con 129 000 unità vendute, registrando un calo complessivo del 49%. Nella terza settimana ha mantenuto il medesimo piazzamento, vendendo 91 000 unità, il 30% in meno rispetto alla settimana precedente. Ha trascorso ventuno settimane consecutive entro le prime dieci posizioni della classifica, di cui otto non consecutive tra le prime cinque, diventando in tal modo l'album di una rapper donna con maggiore permanenza nella top ten. È rimasto il debutto femminile più grande del 2018 fino a settembre, quando ha lasciato il primato a Cry Pretty di Carrie Underwood.
A gennaio 2020 Invasion of Privacy è risultato l'album di debutto di una rapper femminile con più settimane di permanenza nella Billboard 200, infrangendo il record di novantuno settimane detenuto da The Miseducation of Lauryn Hill di Lauryn Hill. Nella classifica statunitense riguardante le canzoni, ossia la Billboard Hot 100, nella pubblicazione del 21 aprile 2018, tredici brani in classifica appartenevano alla rapper, di queste dodici erano provenienti da Invasion of Privacy, infrangendo il record di Beyoncé nell'avere più canzoni simultaneamente in classifica tra le artiste femminili soliste. Dopo aver trascorso 124 settimane nella Billboard 200, Invasion of Privacy è diventato l'album di una rapper femminile più longevo nella storia di tale classifica, infrangendo il record stabilito da The Pinkprint di Nicki Minaj, che ne ha trascorse 123. Nel mese di febbraio 2022 ha esteso il proprio primato di album di una rapper donna più duraturo nella Billboard 200, rimanendo per 200 settimane, e nel mese successivo tutte le tracce hanno raggiunto la certificazione di almeno platino dalla Recording Industry Association of America.
In madrepatria l'album è stato certificato disco d'oro dalla RIAA nel giorno della sua pubblicazione grazie ad una regola che ha incorporato nelle vendite unità ricavate dai singoli precedentemente diffusi, Bodak Yellow e Bartier Cardi. Il 3 ottobre 2018 ha ricevuto il doppio disco di platino. Tutte le tredici tracce sono state certificate almeno oro, rendendo Cardi B la prima artista femminile ad esserci riuscita e la terza in assoluto. A fine 2018 è risultato essere il sesto album più popolare dell'anno in territorio statunitense, il quarto LP col maggior numero di unità accumulate (2,060 milioni, di cui 222 000 digitali), nonché quello più popolare di una donna dell'anno. Invasion of Privacy è stato l'album di una rapper donna più consumato nel corso degli anni duemiladieci in patria. Ha accumulato 7,1 milioni di unità negli Stati Uniti d'America fino all'agosto 2025 secondo Luminate Data.
Anche nella classifica canadese l'album ha debuttato direttamente in vetta con 12 000 unità distribuite nella prima settimana di disponibilità. È stato certificato quadruplo disco di platino dalla Music Canada per aver venduto 320 000 unità nel paese.

### Regno Unito
Nella Official Albums Chart britannica Invasion of Privacy ha fatto il suo ingresso alla 6ª posizione con 11 446 copie, di cui il 79,33% provenienti dalle riproduzioni in streaming. Seppur diminuendo le unità vendute a 8 919, la settimana successiva il disco è salito di una posizione in top five. Durante la sua terza settimana ha aggiunto altre 6 650 copie al suo totale, scendendo all'11º posto.

## Classifiche

### Classifiche settimanali
| Classifica (2018-19) | Posizione massima |
| -------------------- | ----------------- |
| Australia            | 5                 |
| Austria              | 21                |
| Belgio (Fiandre)     | 10                |
| Belgio (Vallonia)    | 43                |
| Canada               | 1                 |
| Danimarca            | 6                 |
| Estonia              | 2                 |
| Finlandia            | 9                 |
| Francia              | 35                |
| Germania             | 39                |
| Grecia               | 29                |
| Irlanda              | 2                 |
| Islanda              | 5                 |
| Italia               | 37                |
| Lettonia             | 3                 |
| Lituania             | 25                |
| Norvegia             | 4                 |
| Nuova Zelanda        | 2                 |
| Paesi Bassi          | 7                 |
| Regno Unito          | 5                 |
| Slovacchia           | 41                |
| Stati Uniti          | 1                 |
| Svezia               | 7                 |
| Svizzera             | 20                |

### Classifiche di fine anno
| Classifica (2018) | Posizione |
| ----------------- | --------- |
| Australia         | 34        |
| Belgio (Fiandre)  | 104       |
| Canada            | 14        |
| Danimarca         | 39        |
| Estonia           | 23        |
| Islanda           | 25        |
| Norvegia          | 18        |
| Nuova Zelanda     | 22        |
| Paesi Bassi       | 89        |
| Regno Unito       | 55        |
| Stati Uniti       | 6         |
| Svezia            | 43        |
| Classifica (2019) | Posizione |
| Australia         | 39        |
| Canada            | 35        |
| Islanda           | 82        |
| Lettonia          | 96        |
| Nuova Zelanda     | 28        |
| Stati Uniti       | 19        |
| Sudafrica         | 8         |
| Classifica (2020) | Posizione |
| Australia         | 84        |
| Stati Uniti       | 78        |
| Classifica (2021) | Posizione |
| Stati Uniti       | 110       |
| Classifica (2022) | Posizione |
| Stati Uniti       | 171       |

### Classifiche di fine decennio
| Classifica (2010-19) | Posizione |
| -------------------- | --------- |
| Stati Uniti          | 38        |

## Date di pubblicazione
| Paese    | Data di pubblicazione | Formato           | Etichetta    | Nota    |
| -------- | --------------------- | ----------------- | ------------ | ------- |
| Mondo    | 5 aprile 2018         | Streaming         | Atlantic     | [ 126 ] |
| Mondo    | 6 aprile 2018         | Download digitale | Atlantic     | [ 127 ] |
| Mondo    | 7 dicembre 2018       | 2 LP              | Atlantic     | [ 128 ] |
| Mondo    | 22 febbraio 2019      | CD                | Atlantic     | [ 129 ] |
| Giappone | 27 febbraio 2019      | CD                | Warner Japan | [ 130 ] |

## Riconoscimenti
- BET Awards[131]
  - 2019 – Album dell'anno

- BET Hip Hop Awards[132]
  - 2018 – Candidatura all'album dell'anno

- Billboard Music Awards[133]
  - 2019 – Candidatura al miglior album
  - 2019 – Candidatura al miglior album rap

- Fonogram Awards[134]
  - 2018 – Candidatura all'album o registrazione internazionale dell'anno – rap/hip hop

- Gaffa-Prisen[135]
  - 2018 – Candidatura al miglior album straniero

- Grammy Awards[136]
  - 2019 – Miglior album rap
  - 2019 – Candidatura all'album dell'anno

- Juno Awards[137]
  - 2019 – Candidatura all'album internazionale dell'anno

- People's Choice Awards[138]
  - 2018 – Candidatura all'album dell'anno

### Altri riconoscimenti
Numerose pubblicazioni di settore hanno incluso Invasion of Privacy tra i dieci migliori album dell'anno; di esse, sia Rolling Stone che Time lo hanno selezionato come il migliore dell'anno. La penultima rivista lo ha inoltre eletto il 20º miglior disco d'esordio di sempre in un articolo del luglio 2022.
- 1º — Capital Xtra[142]
- 1º — Entertainment Tonight[143]
- 1º — The Ringer[144]
- 1º — Rob Sheffield, Rolling Stone[145]
- 1º — Staff, Rolling Stone[139]
- 1º — Time[140]
- 2º — Billboard[146]
- 2º — Entertainment Weekly[147]
- 2º — Esquire[148]
- 3º — A.Side[149]
- 3º — Dagbladet[150]
- 3º — Highsnobiety[151]
- 3º — Metro Times[152]
- 3º — The New Zealand Herald[153]
- 3º — Okayplayer[154]
- 3º — Paper[155]
- 3º — Refinery29[156]
- 3º — Thrillist[157]
- 3º — Staff, Yahoo![158]
- 4º — El Periódico de Catalunya[159]
- 4º — The Guardian[160]
- 4º — The Nation[161]
- 4º — Stereogum[162]
- 4º — Vibe[163]
- 5º — The Daily Beast[164]
- 5º — Rhian Daly, DIY[165]
- 6º — BrooklynVegan[166]
- 6º — Karl Smith, Kerrang![167]
- 6º — The Line of Best Fit[168]
- 6º — The Mercury News[169]
- 6º — The Music[170]
- 6º — NPR Music[171]
- 6º — Slant Magazine[172]
- 7º — Omaha World-Herald[173]
- 8º — Consequence[174]
- 8º — Jon Caramanica, The New York Times[175]
- 8º — NME[176]
- 8º — Spectrum Culture[177]
- 8º — Uproxx[178]
- 9º — Marianne Eloise, Kerrang![167]
- 10º — Complex[179]
- 10º — Erik Leijon, Cult MTL[180]
- 10º — NBC News[181]
- 10º — The Times[182]